# Polski zapis brydżowy
Polski zapis brydżowy, zapis polski – system punktowania w brydżu towarzyskim, wywodzący się z zapisu plafona, popularny w Polsce do lat 80. XX w.
Punktacja według książki Brydż racjonalny, Warszawa, 1935:
| Opis                                             | Punkty | Uwagi |
| ------------------------------------------------ | --- | --- |
| Punkty za wylicytowane i ugrane lewy, pod kreską | - bez atu: 10 - piki: 9 - kiery: 8 - kara: 7 - trefle: 6 | Kontra podwaja zapis, z rekontrą zapis liczy się poczwórnie. Na pierwszą dograną (partię) potrzeba 30 punktów, na drugą (robra) 40 punktów. |
| Premia za ugranie kontraktu (tzw. bien joue)     | - 50 | Po partii premia dwa razy większa |
| Punkty za nadróbki, nad kreską                   | - 50 | Po partii zapis podwójny. Kontra podwaja zapis, z rekontrą zapis liczy się poczwórnie.                                                      |
| Punkty za wpadki przeciwników, nad kreską        | - pierwsza lewa: 100 - druga i każda następna: 50 - kara za przegranego szlemika: 1000 - kara za przegranego szlema: 2000 | Po partii zapis podwójny. Kontra podwaja zapis, z rekontrą zapis liczy się poczwórnie.                                                      |
| Premie za wysokie wygrane, nad kreską            | - za dwanaście lew, niewylicytowany szlemik: 200 - za trzynaście lew, niewylicytowany szlem: 400 - za wylicytowanego szlemika: 1200 - za wylicytowanego szlema: 2400 | |
| Premie za partię i robra                         | - za partię: 350 - za robra: 700 | |
| Premie za honory                                 | - za 4 honory na ręku przy grze w kolor: 200 - za 4 honory na ręku i piąty u partnera przy grze w kolor: 300 - za 5 honorów ręku: 400 - za 3 asy w ręku przy grze w bez atu: 200 - za 3 asy w ręku i czwarty u partnera przy grze w bez atu: 300 - za 4 asy w ręku: 400 | Honorami są atutowe A, K, Q, J i 10 |